# Verlosserkerk (Dresden)
De Verlosserkerk (Duits: Erlöserkirche) was de kerk van de protestantse gemeente van Boheemse geloofsvluchtelingen in Dresden. De kerk stond aan de Paul Gerhardtstraße/Wittenbergerstraße in het stadsdeel Striesen en werd in de jaren 1878–1880 door Gotthilf Ludwig Möckel in neogotische stijl ontworpen. Het kerkgebouw werd in 1945 tijdens de luchtaanvallen op Dresden verwoest en vervolgens in 1961 gesloopt.

## Geschiedenis
De neogotische Verlosserkerk verving in het laatste kwart van de 19e eeuw een ouder kerkgebouw, die wegens bouwvalligheid gesloopt moest worden. Na de verwoesting van de kerk in de nadagen van de Tweede Wereldoorlog maakte de stad in 1959 conform een wederopbouwregeling van 6 september 1950 aanspraak op vier kavels grond van de kerkelijke gemeente om er woningen te kunnen bouwen. Op een van de kavels stond de ruïne van de Verlosserkerk, op een tweede kavel het verwoeste parochiehuis en op de derde de vernietigde pastorie.
In een inspraakprocedure omschreef de superintendent Gerhart Wendelin de kerkruïne als een bijzonder cultuurmonument omdat de Verlosserkerk door nakomelingen van Lutheranen werd gebouwd, die in Praag vervolgd werden, in 1639 vluchtten en met name in Dresden en Pirna een nieuw thuis vonden. Alhoewel er sinds 1837 niet meer in de Tsjechische taal werd gepreekt, werd er destijds nog altijd in de kerkelijke gemeente Tsjechisch gesproken en daarmee was de kerk ook een levende getuige van Duits-Tsjechische vriendschap. Zomervieringen in de kerkruïne werden ook door delegaties uit Tsjecho-Slowakije bijgewoond. Het pleidooi van de superintendent vond echter weinig weerklank en in 1961 werd de kerk met de grond gelijkgemaakt.